# Azzano d’Asti
Azzano d’Asti ist eine Gemeinde in der italienischen Provinz Asti (AT) der Region Piemont.

## Lage und Einwohner
Azzano d’Asti liegt knapp 8 km südöstlich von Asti. Das Gemeindegebiet umfasst eine Fläche von 6 km² und hat 387 Einwohner (Stand 31. Dezember 2023).
Die Nachbargemeinden sind Asti und Rocca d’Arazzo.

### Bevölkerungsentwicklung

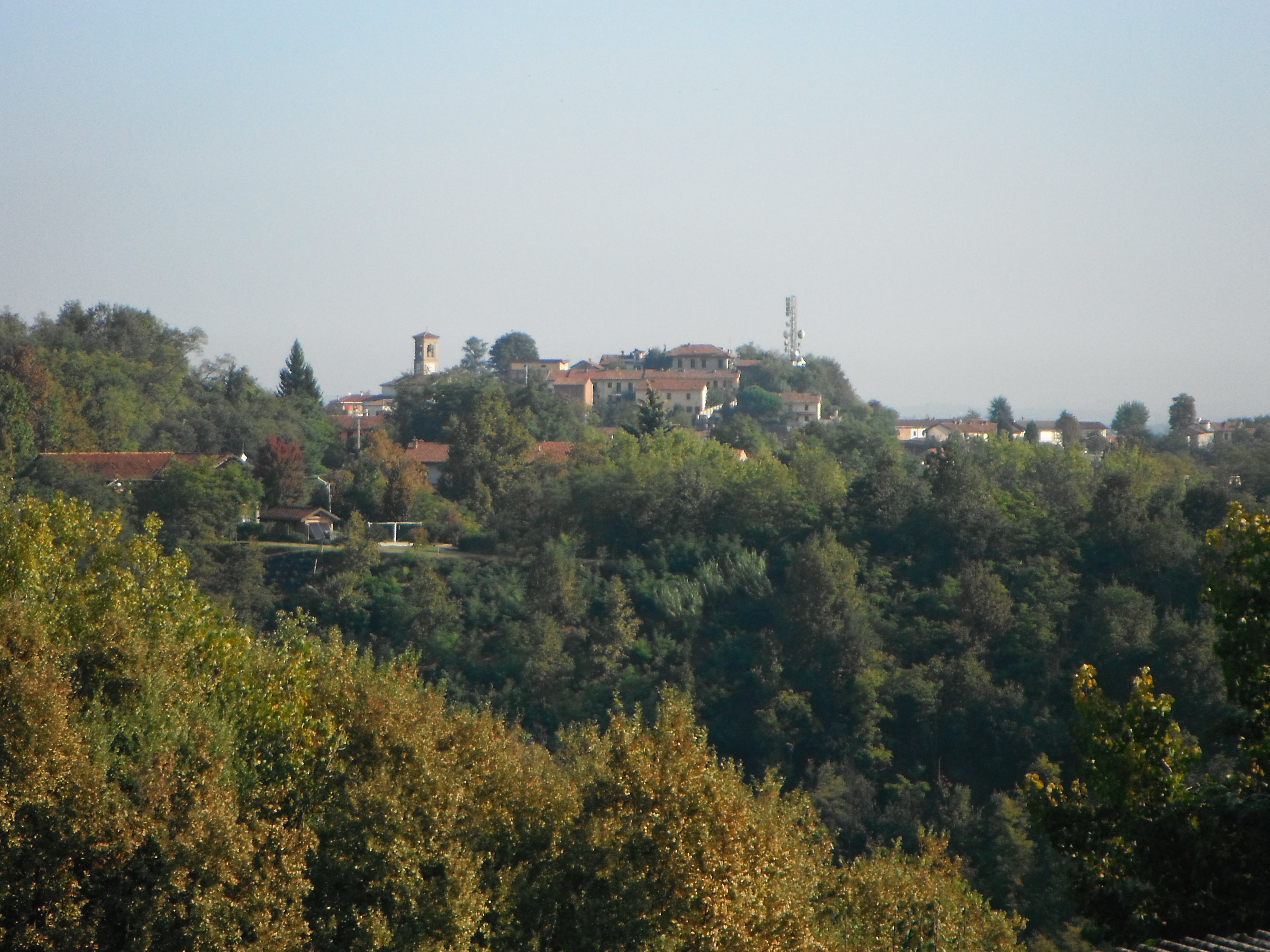
Azzano d'Asti von Montemarzo aus gesehen

## Geschichte
Die erste urkundliche Erwähnung stammt aus dem Jahr 897 und wurde bereits vor dem Jahr 1000 mit einer Burg ausgestattet. In der Gemeinde befand sich das Benediktinerkloster San Bartolomeo, das 937 auf Geheiß von Berengar II. und Bischof Bruningo gegründet wurde. Im Jahr 1158 wurde das Dorf von Barbarossa als Teil der Gemeinde Asti anerkannt. In den folgenden Jahrzehnten gehörte Azzano zu den umstrittenen Gebieten zwischen den Visconti und dem Marquis von Monferrato. Im Jahr 1620 wurde die Stadt unter dem Herzogtum Savoyen der Familie Capra als Lehen zugesprochen.

## Kulinarische Spezialitäten
In Azzano d’Asti werden Reben der Sorte Barbera für den Barbera d’Asti, einen Rotwein mit DOCG Status angebaut.